# Bainite

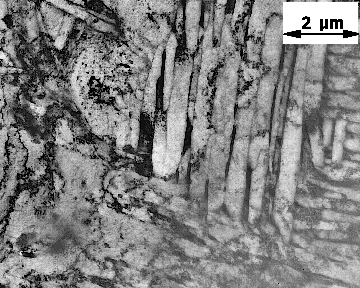
Bainite al microscopio TEM

Formazione della bainite superiore e inferiore a partire dall'austenite

La bainite è una particolare struttura dell'acciaio, che si forma quando l'austenite è rapidamente raffreddata. È stata per la prima volta osservata da Davenport E. S. e da Edgar Bain.
Si considerino le curve di trasformazione isoterma TTT di un acciaio eutettoidico; se vi si esamina la trasformazione dell'austenite sotto alla curva a "S", si trova che il sottoraffreddamento (la temperatura è inferiore ai 550 °C) permette inizialmente la nucleazione e l'accrescimento della ferrite, e successivamente quello di un carburo di ferro detto carburo-ε, (la cui stechiometria è diversa da quella della cementite). La prima si forma al bordo grano austenitico sotto forma di ago mentre la seconda nasce per precipitazione del carbonio al bordo grano della ferrite, sotto forma aciculare: la struttura risultante è la bainite.

Quando formata tramite raffreddamento continuo, la velocità di raffreddamento per formare la bainite è maggiore di quella richiesta per la perlite, ma minore di quella per la martensite, in acciai con la stessa composizione.
Si distingue la bainite superiore (si forma oltre i 350 °C) da quella inferiore, in quanto la prima ha proprietà meccaniche scadenti, mentre la seconda ha duttilità e tenacità associate a durezza e resistenza, grazie alla buona dispersione della cementite nella ferrite e alle numerose dislocazioni.

La bainite superiore infatti è costituita da lamelle di ferrite in cui sono disperse lunghe particelle di carburo-ε, la bainite inferiore invece è composta da sottilissimi aghi di ferrite in cui sono finemente disperse lamelle di carburi orientate a 60° rispetto alla direzione dell'ago ferritico.
La bainite è generalmente più dura e duttile della perlite dato che alle temperature alle quali si ha la trasformazione bainitica i moti diffusivi sono molto lenti e le strutture che si formano saranno molto fini, e lo saranno tanto più quanto minore è la temperatura.